# Schwarzente

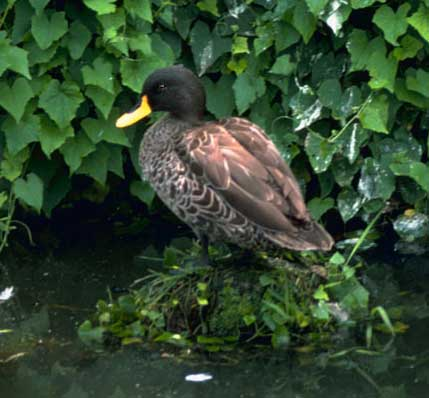
Gelbschnabelenten, die zu den häufigsten Enten der offenen afrikanischen Savannenlandschaften zählen, lassen sich anhand der anderen Schnabelfärbung identifizieren.

Die Schwarzente oder auch Fleckenente (Anas sparsa) ist ein Entenvogel, der den Schwimmenten zugerechnet wird. Die Art kommt ausschließlich in Afrika vor. Es werden zwei Unterarten unterschieden. Die Nominatform ist die Südafrikanische Schwarzente (Anas sparsa sparsa), die im Süden Afrikas verbreitet ist. Daneben wird die deutlich hellere und kleinere Abessinische Schwarzente (Anas sparsa leucostigma) unterschieden. Die früher als Westafrikanische Schwarzente (Anas sparsa maclatchyi) bezeichnete Form wird heute nicht mehr als Unterart angesehen, sondern gilt als isolierte Regenwaldvariante der Abessinischen Schwarzente.

## Erscheinungsbild

### Allgemeine Kennzeichen und Verwechslungsmöglichkeiten mit anderen Entenvögeln
Die Schwarzente ist eine dunkelbraune Ente mit auffallenden weißen oder cremefarbenen Kennzeichen auf dem Oberkörper. Sie erreicht eine Körperlänge zwischen 50 und 55 Zentimetern. Die Männchen wiegen im Schnitt 1086 Gramm, die Weibchen 914 Gramm. Verwechslungsmöglichkeiten bestehen mit der Gelbschnabelente. Der Körper der Schwarzente wirkt aber auf Grund des etwas längeren Schwanzes länglicher. Die Schwarzente hat außerdem einen kürzeren Hals als die Gelbschnabelente. Auffallendstes Unterscheidungsmerkmal zwischen diesen beiden afrikanischen Entenarten ist jedoch die Schnabelfärbung. Während die Gelbschnabelente einen leuchtend gelben Schnabel aufweist, ist der Schnabel der Schwarzente dunkel. Im Flugbild klar zu erkennen ist außerdem der blaugrüne Flügelspiegel mit dem weißen Saum.

### Federkleid ausgewachsener Schwarzenten
Die Art weist keinen Geschlechtsdimorphismus auf. Die Enten tragen außerdem ein Ganzjahreskleid. Das Gefieder ist überwiegend rußbraun. Die Körperunterseite ist größtenteils braun, da jedoch einige Federn einen blassen Saum haben, können sie auch auf der Unterseite gefleckt wirken. Einige Schwarzenten haben zudem am Kinn und am Hals weiße Flecken. Die oberen Flügeldecken und die obere Schwanzdecke haben eine weiße Querbänderung. Die Schwanzfedern weisen außerdem zwei Reihen mit weißen Flecken auf. Die Fleckung der Körperoberseite ist ansonsten individuell sehr verschieden. Die beiden Unterarten lassen sich an der Schnabelfärbung unterscheiden. Bei der Südafrikanischen Schwarzente ist der Schnabel schiefergrau. Bei der Abessinischen Schwarzente ist der Schnabel an der Schnabelwurzel partiell pinkfarben, ebenso der Unterschnabel. Der Schnabelnagel ist bei beiden Unterarten schwarz. Die Abessinische Schwarzente hat insgesamt ein helleres Gefieder, das eher graubraun ist. Bei ihr ist die weiße Querbänderung außerdem schmaler und spärlicher. Die Vollmauser der Schwarzenten in Südafrika erfolgt zwischen Oktober und Dezember. Nach dem Abwurf der Schwingenfedern folgt die Schwanz- und Kleingefiedermauser. Sie sind in der Mauserzeit für einen Zeitraum von 25 bis 26 Tagen flugunfähig. Eine weitere Kleingefiedermauser erfolgt in den Monaten Februar bis Mai.

### Federkleid der Küken
Die Küken sind auf der Oberseite schwarz und haben je Körperseite drei blassgelbe Flecken. An der Körperunterseite sind sie weiß. Auf Höhe der Oberbrust verläuft ein weißes Brustband. Kinn, Kehle und Stirn sind gleichfalls weiß. Das Gesicht weist schwarze und blassgelbe Streifen auf. Der Augenüberstreif ist dagegen weißlich, über das Auge verläuft ein schwarzer Augenzügel. Der Schnabel ist schwarz, die Beine sind hellgrau.

## Verbreitung und Bestand
Schwarzenten besiedeln Afrika südlich der Sahara. Ihr Verbreitungsgebiet reicht von Äthiopien im Osten bis an die Südspitze des afrikanischen Kontinents. In Gabun und in Kamerun gibt es isolierte Populationen. In Angola und Namibia sowie im Westen Äquatorialafrikas ist die Art selten. Die Südafrikanische Schwarzente hat ihr nördlichstes Verbreitungsgebiet im Süden Simbabwes. Die Abessinische Schwarzente ist in Gabun, Kamerun, Angola, der Demokratischen Republik Kongo, Ostafrika, Sudan und Äthiopien verbreitet.
Ihre Habitatansprüche und die Inbesitznahme großer Reviere durch einzelne Paare begrenzen die Populationsstärke. Die Bestandszahlen werden auf 1.000 bis 5.000 Individuen für Gabun, 100 für das Hochland von Conakry und 1.000 bis 5.000 für das Hochland von Kamerun geschätzt. Im Hochland Äthiopiens leben etwa 2.000 bis 10.000 Schwarzenten. In Ostafrika beträgt die Populationszahl zwischen 10.000 und 25.000 Schwarzenten und der Bestand an Südafrikanischen Schwarzenten im Süden Afrikas beträgt zwischen 20.000 und 50.000 Enten.

## Lebensraum
Die Schwarzente ist überwiegend an flachen Flüssen mit starker Wasserbewegung zu finden. Sie bewohnt dabei vor allem Flüsse im Hochland und in bewaldeten Regionen. Anders als die neuseeländische Saumschnabelente oder die südamerikanische Sturzbachente weist sie keine morphologischen Anpassungen an ein Leben in schnellfließenden Gewässern auf. Sie hält sich gelegentlich auch an ruhigeren Flussabschnitten sowie Stillgewässern in Flussnähe auf. In Südafrika besiedelt sie überwiegend Gewässer, die eine Breite zwischen 3 und 14 Metern und eine Gewässertiefe von einem Meter haben. In Abessinien erreicht sie eine Höhenverbreitung bis 4.000 Meter über NN.
In Gewässern mit einer reichen Ufervegetation und überhängenden Uferbänken ist sie wegen ihres unauffälligen Federkleides häufig kaum auszumachen. Die Schwarzente ist während der Fortpflanzungszeit eine sehr territoriale Ente, die einen Flussabschnitt besetzt und aktiv verteidigt. Der Flussabschnitt wird auf seiner gesamten Länge vom Paar täglich kontrolliert. Die Paarbindung ist stark, lässt aber außerhalb der Fortpflanzungszeit etwas nach. Es ist aber sehr wahrscheinlich, dass die Paarbindung über mehrere Fortpflanzungsperioden besteht. Schwarzenten sind Standvögel, die sich ganzjährig in ihrem Revier aufhalten. Nur in der Mauserzeit bilden sie gelegentlich mit anderen Schwarzenten, die angrenzende Territorien besetzen, kleine Trupps.

## Nahrung und Ernährungsweise
Schwarzenten nehmen ihre Nahrung von der Wasseroberfläche auf. Sie gründeln aber auch mit untergetauchtem Schnabel, Kopf oder Kopf und Hals, wenn sie Gesteine in Stromschnellen untersuchen. Ausgewachsene Schwarzenten tauchen auch gelegentlich nach Samen. Es ist eine omnivore Entenart, die nach Pflanzensamen auch auf den Uferbänken sucht. Den größten Anteil an der Nahrung machen jedoch Kleinlebewesen wie Wasserschnecken und -insekten sowie Fischchen und Landwirbellose aus. Die Ente ist tagaktiv. Nahrungsaufnahme wechselt sich mit Gefiederputzen und Ruhen auf Steinen im Gewässer ab. Paare suchen während des Tages Nahrungsgründe in ihrem gesamten Revier auf. Sie wechseln zwischen den einzelnen Stellen fliegend und folgen dabei dem Wasserlauf.

## Fortpflanzung
Schwarzenten fehlt das umfangreiche Balzritual, das für viele andere Schwimmenten charakteristisch ist. Die Brutzeit ist regional verschieden. Im äußersten Süden Afrikas fällt die Brutzeit in die Monate Juli bis Dezember und hat ihren Höhepunkt im September. In Simbabwe und Sambia brüten sie in den Monaten Mai bis August.
Die Nester werden in der Regel auf der Uferbank errichtet. Schwarzenten brüten ausnahmsweise jedoch auch in hohlen Bäumen. Die Nistmulde ist reichlich mit Daunen ausgelegt. Die Eier sind blassgelb und glänzend. Sie sind im Verhältnis zur Körpergröße dieser Ente sehr groß. Das Vollgelege umfasst vier bis acht Eier. Der Legeabstand beträgt 24 Stunden. Es brütet allein das Weibchen. Die Brutzeit beträgt 25 Tage. Die Küken werden auch allein vom Weibchen geführt. Die Jungenten sind mit neun bis zehn Wochen flügge.

## Haltung in menschlicher Obhut
Schwarzenten gelangten das erste Mal 1914 aus Natal in die Niederlande. Die Welterstzucht in menschlicher Obhut erfolgte 1916. Eine intensivere Haltung erfolgte erst nach den 1960er Jahren. Die Art wird häufiger in großen Zoos gezeigt. Da sie kälteempfindlich ist, benötigt sie gegebenenfalls einen Schutzraum.

## Belege